# Tenderness Junction
Tenderness Junction je čtvrté studiové album americké skupiny The Fugs. Album vyšlo v roce 1968 u Reprise Records a je tak prvním albem této skupiny vydané touto společností.

## Seznam skladeb
| Pořadí | Název | Délka |
| ------ | --- | ----- |
| 1.     | Turn on, Tune in, Drop Out | 4:49  |
| 2.     | Knock Knock | 4:28  |
| 3.     | Garden Is Open | 6:22  |
| 4.     | Wet Dream | 3:27  |
| 5.     | Hare Krishna | 3:26  |
| 6.     | Exorcising the Evil Spirits from the Pentagon Oct. 21, 1967 | 3:25  |
| 7.     | War Song | 5:37  |
| 8.     | Dover Beach | 4:08  |
| 9.     | Fingers of the Sun | 2:26  |
| 10.    | Aphrodite Mass“ I. „Litany of the Street Grope“ II. „Genuflection at the Temple of Squack“ III. „Petals in the Sea“ IV. „Sappho's Hymn to Aphrodite“ V. „Homage to Throb Thrills |       |

## Sestava
- Tuli Kupferberg – zpěv
- Ed Sanders – zpěv
- Ken Weaver – zpěv, zpěv
- Ken Pine – kytara, zpěv
- Danny Kootch – kytara, housle
- Charles Larkey – baskytara